# تفاحة الشقاق

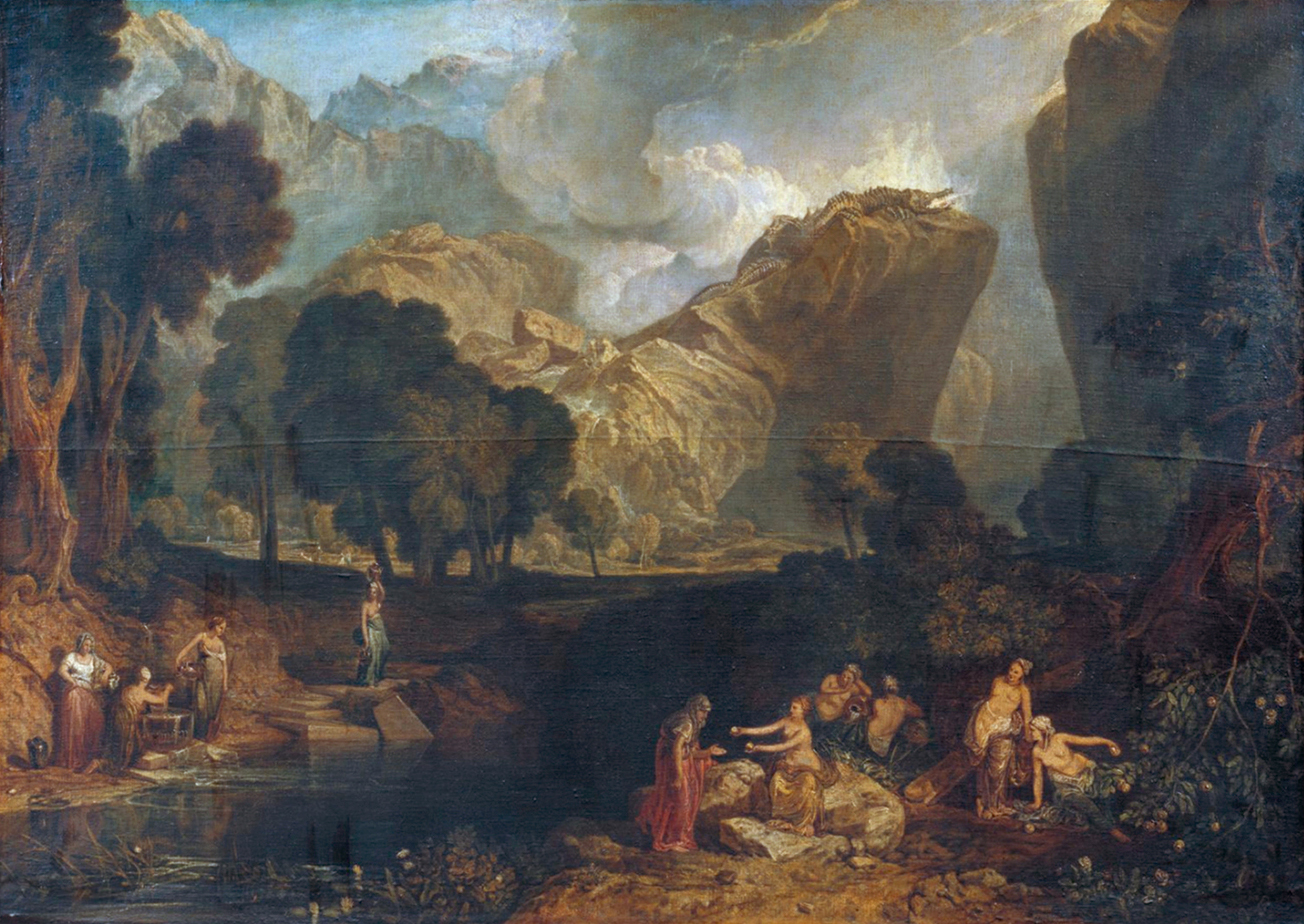
لوحة للفنان جي إم دبليو تيرنر، إلهة الشقاق تختار تفاحة الخلاف في حديقة هيسبيريدس (حوالي ١٨٠٦).

تفاحة الشقاق أو تفاحة النزاع أو تفاحة إيريس (بالإنجليزية: The Apple of Discord)‏، وأيضًا، تُفاحة الفتنة وتُفاحة الشحناء وغيرها؛ في الأساطير اليونانية، تُعرف "تفاحة الشقاق" (باليونانية القديمة: μῆλον τῆς Ἔριδος) بأنها تفاحة ذهبية أسقطتها "إيريس"، إلهة الخلاف والشقاق والنزاع، خلال حفل زفاف بيليوس وثيتيس. وقد أثارت هذه التفاحة نزاعًا تغذيه الغيرة والغرور بين الإلهات هيرا وأثينا وأفروديت، مما أدى في النهاية إلى وقوع الحدث الأسطوري "حكم باريس [الإنجليزية]"، وهو الحدث الذي أشعل شرارة حرب طروادة.
في اللغة الشائعة، تُستخدم عبارة "تفاحة الشقاق the apple of discord" للإشارة إلى جوهر الخلاف أو لُبّ المشكلة أو السبب الرئيسي للنزاع. كما يمكن أن تعني قضية صغيرة قد تتسبب في اندلاع نزاع أكبر.

## للأجمل!
في بعض المصادر اللاحقة، قيل إن "إيريس" كتبت على التفاحة عبارة "للأجمل" أو "إلى الأكثر جمالًا" قبل أن تلقيها. أشهر صيغة للنقش كانت باليونانية القديمة: ΤΗΙ ΚΑΛΛΙΣΤΗΙ (تُنطق tē(i) kallistē(i)، وتعني حرفيًا "للأجمل" أو "إلى الأكثر جمالًا"). الكلمة Καλλίστῃ هي صيغة المفرد في حالة الجر (dative) للتفضيل الأنثوي للكلمة καλός، التي تعني "جميل". أما في المصادر اللاتينية، فقد استُخدمت الكلمة formosissima لتعني "الأكثر جمالًا".
وفي محاولة لتقديم تفسير عقلاني لهذه الأسطورة، كتب بطليموس تشينوس أن التفاحة لم تكن موجودة في الحقيقة، بل كان الصراع بين الإلهات الثلاث يدور حول من منهن ستأخذ رجلًا يُدعى "ميلوس" (والذي يعني "تفاحة" باليونانية) ليكون كاهنًا لها، وقد اختار باريس أفروديت في النهاية.

## استعمال اشتقاقي

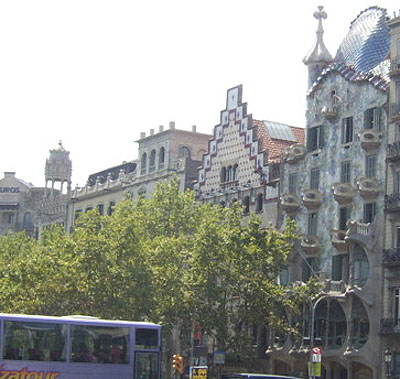
صورة لمباني في حي تفاحة الشقاق.

في منطقة إيكزامبل بمدينة برشلونة، يوجد حيّ يُطلق عليه باللغة الإسبانية La manzana de la discordia (وباللغة الكتالونية Illa de la Discòrdia)، وهو اسم يحمل دلالة مزدوجة. فكلمة manzana تعني "تفاحة" كما في الأسطورة اليونانية المتعلقة بـ"تفاحة الشقاق"، لكنها تعني أيضًا "كتلة سكنية" أو "حيّ" في اللغة الإسبانية. أُطلق هذا الاسم على الحي بسبب وجود مجموعة من المباني الشهيرة فيه التي صُممت على يد معماريين بارزين، مثل أنطوني غاودي، وتتميز بتصاميم متباينة بشكل كبير، مما يعكس نوعًا من التنافس الجمالي بين هذه المباني ويجعل الحي رمزًا للاختلاف المعماري، تمامًا كما كانت "تفاحة الشقاق" رمزًا للخلاف في الأساطير.

## طالع أيضًا
- ديسكوردية
- فينوس دي ميلو